# كثرة المنسجات الرأسية الحميدة
كثرة المنسجات الرأسية الحميدة (بالإنجليزية:Benign cephalic histiocytosis)  يعرف أيضا باسم «كثرة المنسجات مع أجسام مثل الدودة داخل السيتوبلازم»  ، يجب التفريق بين هذا المرض ومرض حب الشباب الوليدي.
هو مرض جلدي نادرمن صنف أمراض كثرة المنسجات الغير لانغر هانزية يصيب الأولاد والبنات على حد سواء، يتميز بتواجد الآفات الجلدية والطفح الذي يتواجد بداية في الرأس في كل حالات الإصابة، عادة في الخدين والجفون والجبهة والأذنين. 